# BED (文件格式)
BED（Browser Extensible Data，字面意思是“（基因组）浏览器可延展数据”）是一种基因组学中用于表示、标记基因组区域位置信息中的文件格式，于人类基因组计划中首次出现。BED文件是目前基因组学事实上的标准格式之一。

## 格式
引入BED格式的人类基因组计划并未详细规范BED文件格式，因此一般较通用加州大学圣克鲁兹分校（UCSC）基因组浏览器中的描述文件。2021年，全球基因组学与健康联盟（GA4GH）发布了首份BED文件格式的规范文件。
BED文件最少需要有3个分别表示区域染色体序号、起始位置，以及终止位置的列，根据不同需求可增加至12列记录更多信息。一般来说，不同的列之间应以制表符分隔值（\t）隔开，且每一行的列数必须相同。
下表介绍BED文件每一列应该存储的信息。三个必须出现的列标记为红色。
| 序号 | 原文名称    | 定义                                                                                     |
| ---- | ----------- | ---------------------------------------------------------------------------------------- |
| 1    | chrom       | 染色体序号。有时也可以是测序脚手架的序号。                                               |
| 2    | chromStart  | 区域起始位置的编号（染色体起始点设为0）                                                  |
| 3    | chromEnd    | 区域终止位置的编号                                                                       |
| 4    | name        | 该行表示区域的名称                                                                       |
| 5    | score       | 该区域的分数，如Peak calling（寻峰）的分数，应该在0-100之间                              |
| 6    | strand      | 该区域所在的DNA链，一般应取“+”（正义链）、“-”（反义链），或“.”（不适用正反义链时）       |
| 7    | thickStart  | 在基因组浏览器中应加粗表示区域的起始点（例如基因的起始密码子）                           |
| 8    | thickEnd    | 在基因组浏览器中应加粗表示区域的终止点（例如基因的终止密码子）                           |
| 9    | itemRgb     | 该区域在基因组浏览器中用什么颜色表示，应使用三原色光模式（RGB）系统的颜色代码            |
| 10   | blockCount  | 该行表示的区域含多少个区块（例如外显子）                                                 |
| 11   | blockSizes  | 该行表示的区域各个区块的长度。不同区块应使用半角逗号隔开。元素的数量应与第10列的值相同   |
| 12   | blockStarts | 该行表示的区域各个区块的开始点。不同区块应使用半角逗号隔开。元素的数量应与第10列的值相同 |

### 头行文件
一部分BED文件会具有一些与BED文件本身无关的头行文件，一般包含以下信息
- "browser"：与UCSC基因组浏览器设置相关的参数
- "track": 与基因组浏览器中可视化参数设置相关
- "#"：注释内容，内容任意

## 文件扩展名
BED文件的扩展名一般为“.bed”。有时候，也根据列数的不同标注为“.bed3”（有3列的BED文件）、“.bed6”（有6列的BED文件）等等。

## 例子
以下为一个含有最基本3列信息的BED文件范例：
```
chr7    127471196    127472363
chr7    127472363    127473530
chr7    127473530    127474697
```

以下是另一个BED文件的范例，UCSC基因组浏览器提供的BED文件一般都是这种格式。头三行是UCSC基因组浏览器的设置参数，与BED文件本身无关。
```
browser position chr7:127471196-127495720
browser hide all
track name="ItemRGBDemo" description="Item RGB demonstration" visibility=2 itemRgb="On"
chr7    127471196    127472363    Pos1    0    +    127471196    127472363    255,0,0
chr7    127472363    127473530    Pos2    0    +    127472363    127473530    255,0,0
chr7    127473530    127474697    Pos3    0    +    127473530    127474697    255,0,0
chr7    127474697    127475864    Pos4    0    +    127474697    127475864    255,0,0
chr7    127475864    127477031    Neg1    0    -    127475864    127477031    0,0,255
chr7    127477031    127478198    Neg2    0    -    127477031    127478198    0,0,255
chr7    127478198    127479365    Neg3    0    -    127478198    127479365    0,0,255
chr7    127479365    127480532    Pos5    0    +    127479365    127480532    255,0,0
chr7    127480532    127481699    Neg4    0    -    127480532    127481699    0,0,255
```

## .genome格式
genome文件是一种有时与BED文件配合使用的文件。这种文件含有两列，第一列是染色体序号、第二列表示这条染色体的长度。genome文件主要是确保BED文件表示的区域不会位于染色体应有的长度之外。
```
 chrom   size                                                                         
 chr1    248956422
 chr2    242193529
 chr3    198295559
 chr4    190214555
 chr5    181538259
 chr6    170805979
 chr7    159345973
 ...
```